# González Gil-Pazó GP-1
El González Gil-Pazó GP-1 fue un avión de entrenamiento construido en España durante los años 1930. Al primer modelo le siguieron otras dos variantes de cabina cerrada, el González Gil-Pazó GP-2 y el GP-4.

## Desarrollo
Esta avioneta biplaza con cabina abierta fue diseñada por los Capitanes pilotos, a su vez ingenieros aeronáuticos, González Gil y Pazó Montes. Se presentaron con un prototipo en 1934 al concurso promovido por el gobierno para la construcción de una serie de 100 aparatos para enseñanza elemental. Este proyecto gana el concurso y comienza su fabricación en los talleres de AISA en Cuatro Vientos; sin embargo, en abril de 1936 aún no se había entregado ningún aparato. Con el comienzo de la guerra, la fábrica se traslada a Alicante, donde empiezan a ser entregados algunos ejemplares, parece ser que llegaron a ser unos 40, que fueron a integrar las escuelas de vuelo de las Fuerzas Aéreas de la República con la denominación EG. Al finalizar la contienda, son capturadas unas treinta unidades que pasan a encuadrar unidades de enlace del Ejército del Aire.

## Historia operacional
Dos vuelos notables fueron realizados antes de la Guerra Civil. En enero de 1936, Ramón Torres y Carlos Coll establecieron un récord con su vuelo desde Barcelona a Agadir (Marruecos) en el GP-2 biplaza. El GP-2 monoplaza fue pilotado por Lorenzo Richi en marzo de 1936 desde Madrid hasta Bata, en lo que entonces era la Guinea Española, a una velocidad promedio de 187 km/h.
Aproximadamente, treinta de los cuarenta GP-1 construidos en Alicante fueron capturados por las fuerzas «nacionales», recibieron seriales militares y fueron incorporados al Grupo 30. Después de la guerra, al menos doce de ellos recibieron registros civiles españoles; uno permaneció en el registro hasta 1961. Un GP-2 y el único GP-4 estuvieron en el registro civil español hasta alrededor de 1960. El GP-4 había caído en manos nacionales por Pazó en septiembre de 1936, donde se utilizó para realizar tareas de enlace y transporte.

## Variantes
Gil-Pazó No.1
Predecesor del GP-1.
GP-1
Entrenador de cabina abierta, equipado con un motor Walter Junior. Alrededor de 40 aparatos construidos.
GP-2
Versión de cabina cerrada, para 1 o 2 tripulantes y equipado con el motor de Havilland Gipsy Major. Construidos 2 o 3 ejemplares.
GP-4
Versión de cabina cerrada, para 4 tripulantes, propulsado por un motor lineal Walter Major. Un solo aparato construido.

## Operadores
España franquista
- Ejército del Aire de España

 República Española
- Fuerzas Aéreas de la República Española

## Especificaciones

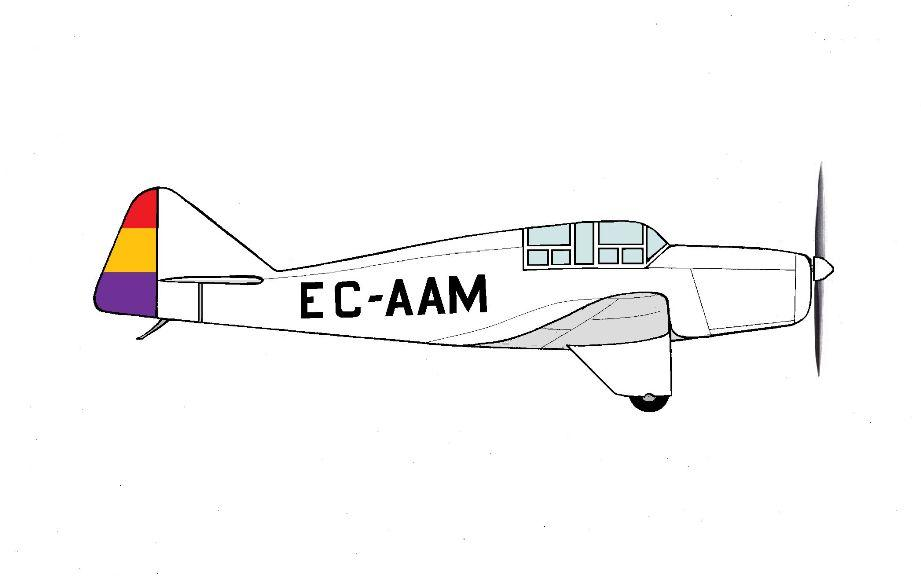
González Gil-Pazó GP-2 del Aero Club de Zaragoza.

### Características generales
- Tripulación: Dos (instructor y alumno)
- Longitud: 8,5 m (27,9 ft)
- Envergadura: 11,6 m (38,1 ft)
- Superficie alar: 18 m² (193,8 ft²)
- Peso vacío: 525 kg (1157,1 lb)
- Peso máximo al despegue: 880 kg (1939,5 lb)
- Planta motriz: 1× motor lineal de 4 cilindros refrigerado por aire Walter Junior.
  - Potencia: 145 kW (200 HP; 197 CV)

### Rendimiento
- Velocidad máxima operativa (Vno): 212 km/h (132 MPH; 114 kt)
- Velocidad de entrada en pérdida (Vs): 69 km/h (43 MPH; 37 kt)
- Alcance: 1000 km (540 nmi; 621 mi)
- Radio de acción: km
- Alcance en combate: km
- Alcance en ferry: km
- Techo de vuelo: 7500 m (24 606 ft)

## Aeronaves relacionadas

### Aeronaves similares
- Miles Hawk
- Miles M.2 Hawk Trainer

### Secuencias de designación
- Secuencia Numérica (Aeronaves del Ejército del Aire español, 1939-1945): ← 30 (VI) - 30 (VII) - 30 (VIII) - 30 (IX) - 30 (X) - 30 (XI) - 30 (XII) -- 30 (XIV) - 30 (XV) - 30 (XVI) - 30 (XVII) - 30 (XVIII) - 31 (I) - 31 (II) →
- Secuencia L._ (Aviones Utilitarios del Ejército del Aire, 1945-1954): L.1 - L.2 (I) - L.2 (II) - L.3 - L.4 - L.5 - L.6 (I)  →
- Secuencia L._ (Aviones Utilitarios del Ejército del Aire, 1954-1978): L.2 - L.3 - L.6 - L.7 - L.8 →